# V Wars
V Wars è una serie televisiva statunitense creata da William Laurin e Glenn Davis, e basata sull'omonima serie di fumetti di Jonathan Maberry. La prima stagione è stata interamente distribuita il 5 dicembre 2019 su Netflix. Il 31 marzo 2020 Netflix conferma la cancellazione della serie, lasciandola priva di un finale.

## Trama
La serie segue la storia di uno scienziato e del suo migliore amico mentre affrontano la crisi in evoluzione di un focolaio mortale che spezza la società in fazioni opposte, potenzialmente degenerando in una guerra futura tra umani e vampiri.

## Episodi
| Stagione       | Episodi | Pubblicazione USA | Pubblicazione Italia |
| -------------- | ------- | ----------------- | -------------------- |
| Prima stagione | 10      | 2019              | 2019                 |

## Luoghi delle riprese
Le riprese principali sono state girate a Greater Sudbury e Cambridge, in Ontario, alla fine di giugno 2018. Altre scene sono state registrate a Toronto, nell'Ontario, in Canada nell'ottobre 2018.

## Promozione
Il 19 novembre 2019, Netflix ha pubblicato il trailer ufficiale della serie. Il 30/03/2020, Netflix cancella la serie dopo una sola stagione.